# آقا جمال خوانساری

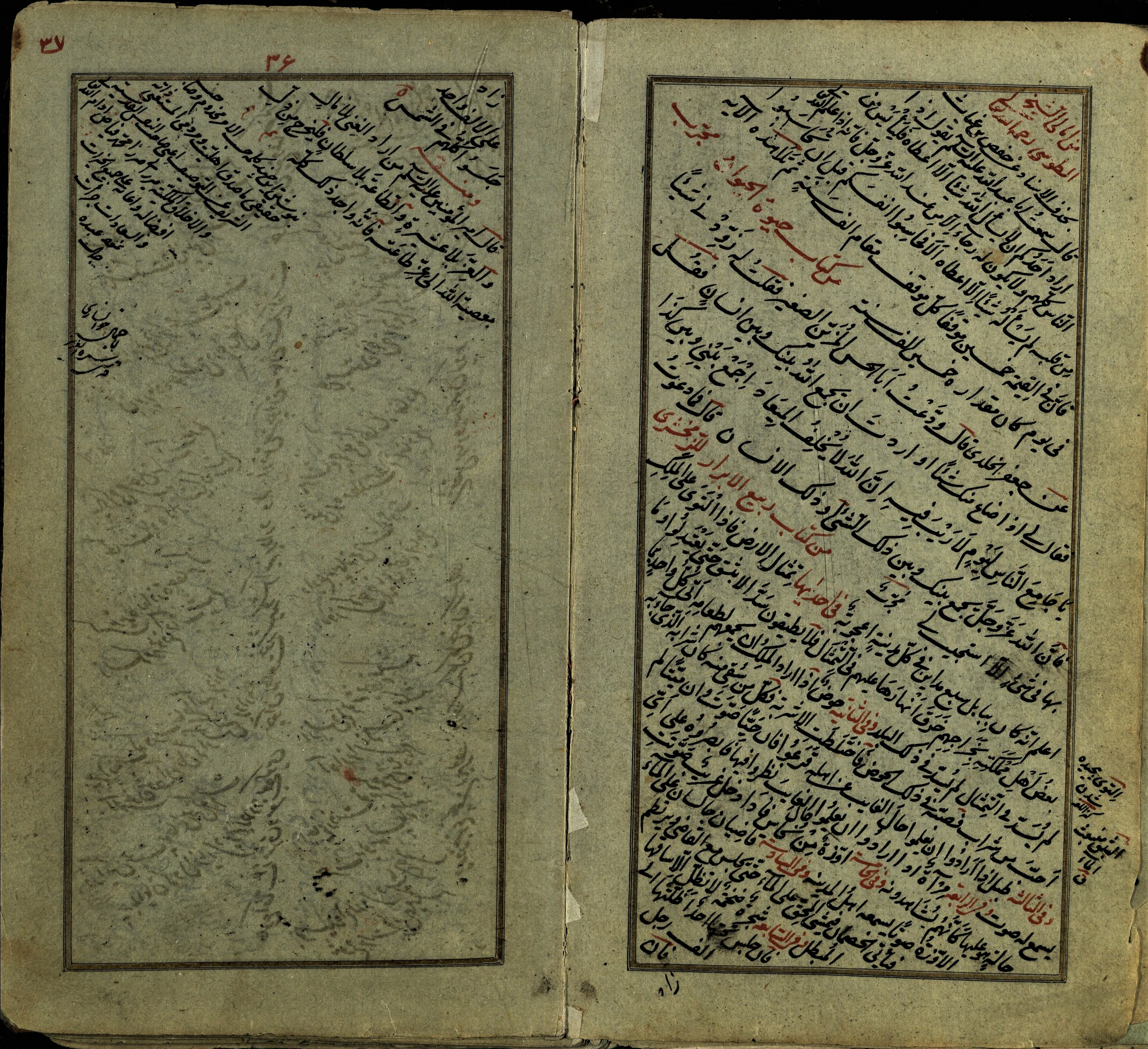
یادداشتی از آقا جمال خوانساری در جُنگ میرزا محمد فیاض سبزواری

جمال‌الدّین محمد بن حسین بن محمد معروف به آقا جمال خوانساری (درگذشتهٔ ۱۱۲۲ قمری یا به روایتی ۱۱۲۵ قمری) فرزند آقا حسین خوانساری و از شاگردان او و مجلسی اول و از علمای شیعه در سده دوازدهم قمری بود.

## ولادت
تاریخ تولد و محل ولادت او خوانسار نیست، اما مسلم است که در اصفهان پرورش یافته‌است.

## تحصیلات
آقا جمال، در حوزه علمیه اصفهان نزد پدر آقا حسین خوانساری و دایی محقق سبزواری درس خواند و سپس در همان حوزه به تدریس پرداخت.
نقل است که: ملا محسن فیض کاشانی به قصد زیارت خانه خدا از کاشان حرکت نموده و در سر راه خود در اصفهان مهمان آقا حسین خوانساری شد. آقا جمال که نوجوانی بیش نبود، نزد فیض کاشانی شتافت، فیض کاشانی مسئله‌ای را از آقا جمال پرسید، اما او نتوانست از عهده پاسخ بر آید؛ زیرا تا آن هنگام چندان اهمیتی به کسب دانش نمی‌داد. فیض کاشانی دست بر دست زد و گفت: «حیف که درِ خانه آقا حسین بسته شد!». این سخن در آقا جمال تأثیر کرد و از همان لحظه کمر همت را بست و به کسب دانش پرداخت. سال بعد، ملا محسن به خانه آقا حسین آمد و با آقا جمال گفتگو کرد و احساس نمود که آقا جمال عوض شده و دارای فضیلت و دانش است. برای همین گفت: «این آقا جمال، غیر از آن آقا جمال است که ما پارسال او را دیدیم.»
وی در اکثر رشته‌های علوم متنوع عصر، همچون: فقه، اصول، فلسفه، تفسیر، علوم ریاضی، شعر و ادب، عقاید و کلام تسلط وافر داشت و در همه زمینه‌ها به تدریس پرداخت.
میرزا محمد طاهر نصرآبادی در تذکره خود می‌نویسد: «آقا جمال که اَلْوَلَدْ سِرُّ اَبیهِ دربارهٔ ایشان صادق است، به مدرسه مذکور هر روز می‌آیند و طالب علمان (دانشجویان) مدرسة جدّة صاحبقرانی و سایر مدارس مستفید می‌شوند.»
سید محمدباقر خوانساری در کتاب خود روضات الجنات فی احوال العلماء و السادات در کتاب خود می‌نویسد: «آقا جمال در روزگار خود ریاست تدریس را به عهده داشت و از برکات انفاس قدسی او گروهی از فضلا و دانشمندان برجسته به عالی‌ترین مقامات علمی و معنوی نایل آمدند».

## آثار

### تالیفات
1. مبدأ و معاد: در اصول دین و اعتقادات.
2. جبر و اختیار.
3. نیت و اخلاص: در نیت طهارت.
4. شرح و تفسیر احادیث طینت.
5. رسالة نماز جمعه.
6. افعال واجب و مندوب نماز.
7. شرح حدیث سحاب.
8. مکاتبات و منشئات ادبی با علما و معاصران.
9. شرح حدیث بساط.
10. مجموعه اجازات به فضلا و دانشمندان.
11. شرح زیارت جامعه.
12. اختیارات الایام و اللیالی و الساعات.
13. الاسئلة السلطانیه.
14. اصول الدین فی الامامه.
15. رساله در تفسیر آیة عهد.
16. مزار و توضیحاتی بر الفاظ زیارت و دعاها.
17. الحاشیة الجمالیه.
18. رساله دربارهٔ قاعدة الواحد لایصدر …
19. سؤال و جواب‌های فقهی.
20. رساله در خمس.
21. رساله در نذر.
22. تقویم الاولیاء.
23. تحفه عباسی.
24. عقاید النساء یا کلثوم ننه.
25. اثبات الرجعه.
26. رساله در معنی کراهیّت در عبادات.

### تعلیقات
1. تعلیقات تهذیب الاحکام.
2. تعلیقات من لایحضره الفقیه.
3. حاشیه بر شرایع الاسلام.
4. حاشیه شرح لمعه شهید ثانی.
5. حاشیه بر طبیعیات شفای ابن سینا.
6. حاشیه بر شرح اشارات ابن سینا.
7. حاشیه برحاشیه خفری بر شرح قوشجی بر تجرید.
8. حاشیه بر شرح باغنوی بر شرح تجرید.
9. حاشیه شرح مختصر الاصول عضدی.
10. حاشیه بر معالم.
11. حاشیه بر شرح حکمة العین.
12. شرح وردّ رسالة اشتراک لفظی حکیم تبریزی.

### ترجمه‌های فارسی
1. ترجمه و شرح غرر الحکم آمدی، حاوی سخنان امام علی
2. ترجمه مفتاح الفلاح شیخ بهایی.
3. ترجمه الفصول المختاره: مناظرات شیخ مفید
4. ترجمه قرآن مجید.
5. ترجمه صحیفه سجادیه.
6. ترجمه و شرح دعای صباح.
7. ترجمه داستان طرماح

### کتاب عقایدالنساء یا کلثوم ننه
عقایدالنساء یا کلثوم ننه، کتابی طنزآمیز به زبان فارسی در نقد دینداری عامیانه و باورهای خرافی رایج میان زنان در دوره صفویه نوشته شده‌است. این کتاب قدیمی‌ترین سند مکتوب دربارهٔ اخلاق، آداب و رسوم زنان عامی ایران است. خرافه‌ستیزی انگیزه تألیف بوده، اما امروزه وجود فرهنگ عامیانه عصر کتاب اهمیت بیشتری دارد. کتاب به زبان‌های انگلیسی، فرانسوی و ترکی آذربایجانی ترجمه شده و از آن چندین نسخه خطی در کتابخانه‌های جهان وجود دارد.

در مقدمه این کتاب چنین آمده:
«بدان که افضل علمای زنان پنج نفرند: اول بی‌بی شاه زینب، دوم کلثوم ننه، سوم خاله‌جان‌آقا، چهارم باجی یاسمن، پنجم دده بزم‌آرا؛ و آنچه از اقوال آن‌ها به دست بیاید، نهایت وثوق دارد و محل اعتماد است، و به غیر از این پنج نفر، بسیاری نیز هستند که ذکر آن‌ها موجب طول کلام می‌شود. بدان که هر زنی که سنی داشته باشد و پیری و خُرافت او را دریافته باشد، دیگران به افعال او وثوق تمام دارند و هر زنی که خلاف فرموده ایشان کند، آثم و گناهکار باشد.»

## فعالیت سیاسی و اجتماعی
نفوذ وی در میان مردم به‌گونه‌ای بود که پادشاهان صفوی به او ابراز ارادت می‌کردند. آقا جمال نزد پادشاهان صفوی منزلت ویژه‌ای داشت. دربارهٔ مناسبات او با حکومت صفوی می‌توان به حضورش در مراسم بر تخت نشستن شاه سلطان حسین، مشاوره به شاه برای انتخاب شیخ الاسلام وقت اصفهان در ۱۱۱۵ قمری که به انتخاب محمدحسین خاتون‌آبادی منجر شد، همراهی او و محمدباقر خاتون آبادی با سلطان حسین در سفر به مشهد در ۱۱۱۹ قمری و دادن خلعت به او در ۱۱۲۰ قمری اشاره کرد.

## وفات
آقا جمال در ۲۶ رمضان سال ۱۱۲۵ هجری قمری، ۲۵ سال بعد از رحلت پدرش در اصفهان وفات یافت و در تکیه خوانساری‌ها در مزار تخت فولاد، کنار قبر پدرش آقا حسین به خاک سپرده شد.

هنگام دفن پیکر اسدالله فهامی در کنار مرقد آقا جمال، دیوار قبر آقا جمال ریزش کرد و به قبر آقا جمال راهی باز شد و جسد ایشان بعد از سه قرن تازه یافت شد. در پی این ماجرا، مردی به نام مشهدی حیدر که «تکیه بانِ» تکیه خوانساری‌ها است، به حاضران گفته‌است:
«در این بقعه این پنجمین جسدی است که در مدت تکیه‌بانی من تر و تازه پدیدار گشته‌است.»

### نماز بر پیکر علامه مجلسی
برگزاری نماز بر پیکر معروف‌ترین شخصیت جهان تشیع در قرن ۱۱ و ۱۲ هجری قمری، محمد باقر مجلسی، نشانگر تقدم کامل آقا جمال خوانساری بر تمام دانشمندان و فقهای آن عصر می‌باشد.
یکی از دانشمندان آن دوره در حاشیه کتابش، آن واقعه را چنین گزارش کرده‌است: «آقا جمال خوانساری در روز دوشنبه ۲۷ رمضان سال ۱۱۱۰ مطابق با دهم فروردین ۱۰۷۸ در مسجد معظم آدینه (جامع عتیق) اصفهان بر پیکر مطهر علامه بزرگ مولانا محمد باقر مجلسی (ره) که به هنگام طلوع فجر همان روز ندای حق را اجابت کرده بود، اقامه نماز فرمود.»